# Litoltov
Litoltov (německy Liesen) je zaniklá vesnice ve vojenském újezdu Hradiště v okrese Karlovy Vary. Stávala v Doupovských horách 7,5 kilometru jižně od Klášterce nad Ohří v nadmořské výšce okolo 720 metrů.

## Název
Název vesnice je odvozen z osobního jména Litolt ve významu Litoltův dvůr. Jméno samotné vychází ze středněhornoněmeckého slova liut (lid, národ). V historických pramenech se objevuje ve tvarech: Litoltov (1411), in Litoltowie (1447), Lieszen (1787), Liesen (1846) a Litoltow nebo Liesen (1848).

## Historie
Podle regionálního badatele Franze Josefa Stocklöwa byl Litoltov poprvé zmíněn v darovací listině Milhosta z Mašťova z roku 1196 pod názvem Vlsthene. Častěji ale bývá uváděn rok 1411, kdy král Václav IV. vesnici daroval Vlastkovi z Kladna. Vesnice poté, snad během husitských válek, zanikla a znovu ji uvedl ve svém díle z roku 1787 až Jaroslav Schaller. Tehdy v ní stálo osm domů, jejichž počet vzrostl do roku 1846 na jedenáct, v nichž žilo 69 obyvatel. Vesnice patřila ke kláštereckému panství, bývala v ní hospoda, panský dvůr a poblíž se nacházela myslivna a samota Liesenhof. Děti docházely do školy v Martinově.
Po zrušení patrimoniální správy se Litoltov stal roku 1850 obcí, ale od roku 1868 býval osadou Martinova. V roce 1914 ve vsi stály dva hostince, trafika, velkostatek a panská myslivna. Vesnice patřila k radnické farnosti. Kostel zde nebyl, pouze za vsí stála tzv. lesní nebo obrázková kaple Panny Marie Růžencové z roku 1892.
Litoltov zanikl vysídlením v důsledku zřízení vojenského újezdu během první etapy rušení sídel. Úředně byl zrušen k 15. červnu 1953.

## Přírodní poměry
Litoltov stával v katastrálním území Žďár u Hradiště v okrese Karlovy Vary, asi šest kilometrů jihozápadně od Brodců u Kadaně. Nacházel se v nadmořské výšce okolo 720 metrů v sedle mezi vrchy Lesná (812 metrů) a Litoltovský kopec (770 metrů). Oblast leží v severní části Doupovských hor, konkrétně v jejich okrsku Jehličenská hornatina. Půdní pokryv tvoří v širším okolí kambizem eutrofní. Na okraji bývalé vesnice pramení Donínský potok.
V rámci Quittovy klasifikace podnebí se Litoltov nacházel v chladné oblasti CH7, pro kterou jsou typické průměrné teploty −3 až −4 °C v lednu a 15–16 °C v červenci. Roční úhrn srážek dosahuje 850–1000 milimetrů, sníh zde leží 100–120 dní v roce. Mrazových dnů bývá 140–160, zatímco letních dnů jen 10–30.

## Obyvatelstvo
Při sčítání lidu v roce 1921 zde žilo 86 obyvatel (z toho 45 mužů), z nichž byl jeden Čechoslovák a 85 Němců. Všichni byli římskými katolíky. Podle sčítání lidu z roku 1930 měla vesnice 60 obyvatel, kteří byli kromě jednoho Čechoslováka německé národnosti a všichni se hlásili k římskokatolické církvi.
|           | 1869 | 1880 | 1890 | 1900 | 1910 | 1921 | 1930 | 1950 |
| --------- | ---- | ---- | ---- | ---- | ---- | ---- | ---- | ---- |
| Obyvatelé | 76   | 76   | 76   | 66   | 74   | 86   | 60   | 32   |
| Domy      | 11   | 11   | 11   | 12   | 12   | 13   | 11   | 11   |